# Melanie Hochreiter
Melanie Hochreiter (* 11. Juni 1996 in Berchtesgaden) ist eine deutsche Snowboarderin. Sie startet in den Disziplinen Parallelslalom und Parallel-Riesenslalom.

## Werdegang
Hochreiter, die für den WSV Bischofswiesen startet, lief im Januar 2012 in Vratna ihre ersten Rennen im Europacup und belegte dabei den 37. Platz im Riesenslalom und den 30. Rang im Parallel-Riesenslalom. Beim Europäischen Olympischen Winter-Jugendfestival 2013 in Predeal belegte sie den 19. Platz im Snowboardcross und den fünften Rang im Parallel-Riesenslalom und bei den Juniorenweltmeisterschaften 2013 in Erzurum den 14. Platz im Parallel-Riesenslalom und den 13. Rang im Parallelslalom. In den folgenden Jahren fuhr sie bei den Juniorenweltmeisterschaften 2014 in Chiesa in Valmalenco auf den zehnten Platz im Parallel-Riesenslalom und auf den neunten Rang im Parallelslalom, bei den Juniorenweltmeisterschaften 2015 in Yabuli auf den 15. Platz im Parallel-Riesenslalom, sowie auf den 12. Rang im Parallelslalom und bei den Juniorenweltmeisterschaften 2016 in Rogla jeweils auf den siebten Platz im Parallel-Riesenslalom, sowie im Parallelslalom. Im Snowboard-Weltcup debütierte sie im Februar 2014 in Sudelfeld und errang dabei den 24. Platz im Parallel-Riesenslalom. In der Saison 2016/17 erreichte sie mit zwei zweiten Plätzen und einen dritten Platz, den zweiten Platz in der Parallel-Riesenslalom-Wertung des Europacups. In der Saison 2019/20 erreichte sie mit drei Ergebnissen unter den ersten Zehn ihre ersten Top-Zehn-Platzierungen im Weltcup und zum Saisonende den 13. Platz im Parallelweltcup. Im folgenden Jahr kam sie bei den Weltmeisterschaften in Rogla auf den 19. Platz im Parallel-Riesenslalom. In der Saison 2021/22 errang sie in Simonhöhe mit Platz drei im Parallel-Riesenslalom sowie Platz zwei im Teamwettbewerb ihre ersten Podestplatzierungen im Weltcup und zum Saisonende den zehnten Platz im Parallel-Weltcup. Bei den Olympischen Winterspielen im Februar 2022 in Peking kam sie auf den 27. Platz im Parallel-Riesenslalom.

## Teilnahmen an Weltmeisterschaften und Olympischen Winterspielen

### Olympische Spiele
- 2022 Peking: 27. Platz Parallel-Riesenslalom

### Snowboard-Weltmeisterschaften
- 2021 Rogla: 19. Platz Parallel-Riesenslalom
- 2023 Bakuriani: 15. Platz Parallel-Riesenslalom, 20. Platz Parallelslalom
- 2025 Engadin: 13. Platz Parallelslalom, 25. Platz Parallel-Riesenslalom, 30. Platz Parallel-Team

## Weltcup-Gesamtplatzierungen
| Saison  | Parallel | Parallel | Parallel-Riesenslalom | Parallel-Riesenslalom | Parallelslalom | Parallelslalom |
| Saison  | Punkte   | Platz    | Punkte                | Platz                 | Punkte         | Platz          |
| ------- | -------- | -------- | --------------------- | --------------------- | -------------- | -------------- |
| 2013/14 | 70       | 48.      | 70                    | 39.                   | -              | -              |
| 2014/15 | 111      | 45.      | 70                    | 42.                   | 41             | 45.            |
| 2015/16 | 237      | 33.      | 77                    | 37.                   | 160            | 31.            |
| 2016/17 | 625      | 27.      | 520                   | 23.                   | 105            | 32.            |
| 2017/18 | 618      | 32.      | 352                   | 35.                   | 266            | 26.            |
| 2018/19 | 438      | 30.      | 378                   | 29.                   | 60             | 39.            |
| 2019/20 | 2110     | 13.      | 1790                  | 13.                   | 320            | 24.            |
| 2020/21 | 112      | 21.      | 84                    | 16.                   | 28             | 24.            |
| 2021/22 | 283      | 10.      | 203                   | 8.                    | 80             | 11.            |
| 2022/23 | 249      | 15.      | 145                   | 13.                   | 104            | 14.            |
| 2023/24 | 281      | 15.      | 173                   | 13.                   | 108            | 13.            |
| 2024/25 | 141      | 26.      | 108                   | 24.                   | 33             | 29.            |